# خوووبلا
خوووبلا (به لهستانی:  Hołubla) یک روستا در لهستان است که در گمینا پاپروتنگا واقع شده‌است.